# 合金列表
这是一个合金列表，合金的排列方式将按合金主要成分的化学符号以字母顺序排列。

## 铝 (Al) 合金
- 锂铝合金：由铝和锂组成（有时候会含有极少的铜和锆）。作为商品的铝锂合金最多含有2.45%（重量）的锂。
- 硬铝：又称“杜拉铝”，其中有（质量百分比）4.4%铜、1.5%镁、0.6%锰。典型降伏强度450Mpa，降伏强度的差异主要取决于温度。[1]
- 镁铝合金：由镁和铝组成，有跟钢一样的强度和硬度，但比钢轻得多，跟塑胶很接近，并且有良好热传导能力。含有5%镁的铝合金有更强的抗腐蚀性能，但含有50%镁的却很容易被腐蚀。
- 硅铝合金：含有12%的硅，质量轻、高强度，抗腐蚀性能好。
- 海装合金（英语：Hydronalium）（海装铝）

## 金(Au) 合金
金合金的純度可以用卡拉表示，1卡拉即是在24份中，有一份是金（純度為{\displaystyle {\begin{smallmatrix}{\frac {1}{24}}\end{smallmatrix}}}），而24卡拉即是純黃金（在工程學上為99.9%，世界上為99.0%）。
有很多可能的合金和混合物，但是加銀會令金變綠，加銅會令金變紅。如果加上的銀和銅相同比例，會令金變黃。
- 白金（銀，鎳，钯）
- 電金（銀，銅）
- 銠金礦（銠）
- 玫瑰金（銅）
- Crown gold（銀，銅）
- Tumbaga（銅）

## 铋(Bi) 合金
- 伍德合金：含有50%铋，26.7%铅，13.3%锡和10%镉，在70℃时可以熔化。用于火灾自动喷水的装置中。有毒。
- 罗斯合金：含有50%的铋，25~28%铅和22~25%锡，熔点98℃。用于焊接剂。有毒。

## 鈷(Co) 合金
- Megallium
- 鎢鉻鈷合金（英语：Stellite）（鉻，鎢，碳）
  - Talonite
- Ultimet（鉻，鎳，鉬，鐵，鎢）
- 維塔立合金（Vitallium．含鈷，鉻，鉬）

## 铜(Cu) 合金
- 黄铜：铜和锌的合金，因色黄而得名。铜含量62%~68%的黄铜，其熔点为934~967度。黄铜可以用来制作乐器。
- 青铜：铜和锡的合金，因颜色青灰，被称为青铜。青铜强度高且熔点低（含25％锡的青铜熔点约为800℃）；青铜铸造性好，耐磨，化学性质稳定。青铜遇冷膨胀。
- 白铜：铜和镍的合金，多用于制作装饰品和硬币。
- 康铜：铜和镍的合金，但镍含量更高。其物理性质不易被温度影响。
- 铍铜合金
- 砷銅合金：內含高達0.5%的砷
- 包铜合金（英语：Billon_(Alloy)）

## 鐵(Fe) 合金
- 熟鐵（碳<0.02%）• 直接还原铁
- 生鐵（碳>2%）：铸造生铁（灰口） • 炼钢生铁（白口） • Spiegeleisen（英语：Spiegeleisen）（锰6-40%，碳4-5%，硅<1%）
- 鑄鐵（碳2%~6.67%）：白口铸铁（渗碳体）• 灰口铸铁（片状石墨）• 可锻铸铁（团絮状石墨） • 球墨铸铁 • 蠕墨铸铁 • 合金铸铁
- 鐵合金：硼铁（英语：Ferroboron） • 铬铁（英语：Ferrochrome） • 镁铁（英语：Ferromagnesium） • 锰铁（英语：Ferromanganese） • 钼铁（英语：Ferromolybdenum） • 镍铁（英语：Ferronickel） • 磷铁（英语：Ferrophosphorus） • 硅铁 • 钛铁（英语：Ferrotitanium） • 钒铁（英语：Ferrovanadium）
- 鋼（碳0.02%-2.0%）（Category:鋼）
- 高碳钢
  - 坩堝鋼 • 烏茲鋼（Bulat steel） • 大馬士革鋼 • 低本底钢
  - 馬氏體時效鋼（镍15%-20%）
- 中碳钢（Reynolds 531）
- 合金钢（低合金高强度钢（英语：HSLA steel） • 铬钼钢（英语：Chromoly） • 铝镍钴合金（磁铁））
  - 电工钢（矽）• 弹簧钢 • 轴承钢 • 外科不锈钢（英语：Surgical stainless steel）（鉻，鉬，鎳）
  - 不鏽鋼（碳<1.2%，鉻>10%）
    - 奥氏体不锈钢（AL-6XN • Alloy 20）
    - 铁素体不锈钢
    - 马氏体不锈钢
    - 双相不锈钢（Zeron 100 (X2CrNiMoWCuWN25-7-4)）

  - 结构钢
  - 工具钢
    - Mushet steel
    - 冷作工具钢（英语：Silver steel） (115CrV3)
    - 高速鋼（高合金刃具钢）
- 不變鋼 (鎳36%，膨胀系数极小，参见Elinvar）• 封接合金（含鎳、鈷，膨胀系数接近玻璃，参见Fernico）

## 鎵(Ga) 合金
- 镓铁合金（英语：Galfenol）（铁）
- 镓铟锡合金（铟、锡）
- 镓钠合金：镓与钠的合金常见的有Ga4Na和Ga39Na22两相，相图参见文献[2]。
- 镓钾合金：镓能与钾形成合金，它们之间有限溶解。[3]

## 汞(Hg) 合金
- 鈉汞齊：鈉跟汞的合金。
- 钾汞齐：钾和汞的合金。对于碱金属，和汞形成合金放热，钾和汞形成的合金叫钾汞齐，它有确定的组成成分，如KHg、KHg2，其中KHg熔点在178℃（金色），KHg2的熔点为278℃（银色）。钾汞齐对空气和水敏感。
- 银锡汞齐：由银锡合金溶于汞得到。银锡汞齐能在很短的时间内硬化，并有很好的强度，用作补牙材料。[4]

## 銦(In) 合金
- Field's metal（鉍，錫）

## 鉀(K) 合金(未完成)
- 鈉鉀合金：室溫下為液態，用作冷卻劑，催化劑及乾燥劑。鈉鉀合金接觸水、氧氣、鹵素、氧化劑、酸、二氧化碳、四氯化碳、氯仿、二氯甲烷、氯甲烷等能引起燃燒爆炸。

## 鎂(Mg) 合金
- 变形镁合金 （商品名：Elektron (alloy)、Magnox (alloy)（镁铝合金））
  - 镁锰系合金
  - 镁铝锌系合金（其中包括Bergman相金属间化合物）
  - 镁锌锆系合金
  - 镁钍系耐热合金
  - 镁锌锆稀土系合金
  - 镁锂系合金
  - 镁锰稀土系合金
- 铸造镁合金
  - 镁铝锌系铸造镁合金
  - 镁锌锆系铸造镁合金
  - 镁稀土锆系铸造镁合金
  - 在铸造镁合金中添加锑会产生Mg3Sb2金属间化合物，此化合物和稀酸作用放出锑化氢气体。

## 钼(Mo) 合金
- 钼钛合金
- 钼钛锆合金
- 钼钨合金

## 鎳(Ni)合金
- 鎳鉻合金：含有80% 鎳和 20% 鉻,可用於電風筒的發熱線。
- 镧镍合金：最常见的是LaNi5。
- 镍铝合金：有抗蝕性、低密度、容易製造等優點，是雷尼鎳的原料。

## 鉛(Pb) 合金
- Molybdochalkos（銅）
- 銲（錫）
- Terne（錫）
- Type metal（錫，銻）

## 鈦(Ti) 合金
- 钛铝合金：钛一般与4%铝或6%铝加4%钒制成合金，在医学上有广泛应用，当中包括外科用具及植入物，例如替换髋骨框及球关节，最长可用20年。

## 钨(W) 合金
- 高密度钨合金
- 钨铼合金
- 钨铜合金
- 钨银合金
- 钨-氧化物材料

## 鋅(Zn)合金
鋅合金是以鋅為基礎加入其他元素組成的合金。常加的合金元素有鋁、銅、鎂、鎘、鉛、鈦等低溫鋅合金。鋅合金熔點低，流動性好，易熔焊，釬焊和塑性加工，在大氣中耐腐蝕，殘廢料便於回收和重熔；但蠕變強度低，易發生自然時效引起尺寸變化。熔融法製備，壓鑄或壓力加工成材。按製造工藝可分為鑄造鋅合金和變形鋅合金。
鋅合金的主要添加元素有鋁,銅和鎂等.鋅合金按加工工藝可分為形變與鑄造鋅合金兩類.鑄造鋅合金流動性和耐腐蝕。